# Vladimír Pištělák
Vladimír Pištělák (nacido el 30 de julio de 1940 en Brno, Checoslovaquia) es un exjugador checo de baloncesto. Consiguió 2 medallas en competiciones internacionales con Checoslovaquia.